# Rhynchotechum alternifolium
Rhynchotechum alternifolium är en tvåhjärtbladig växtart som beskrevs av Charles Baron Clarke. Rhynchotechum alternifolium ingår i släktet Rhynchotechum och familjen Gesneriaceae. Inga underarter finns listade i Catalogue of Life.